# Universidad Diego Portales
La Universidad Diego Portales, también conocida como UDP, es una universidad privada chilena, fundada en Santiago de Chile en 1982 y bautizada en honor al político y comerciante chileno Diego Portales Palazuelos. Desde 2019 es integrante del Consejo de Rectores de las Universidades Chilenas (CRUCh).
Actualmente se encuentra acreditada por la Comisión Nacional de Acreditación (CNA-Chile) por un período de 6 años (de un máximo de 7), desde noviembre de 2023 hasta noviembre de 2029.Figura en la posición 20 dentro de las universidades chilenas según la clasificación webométrica SCImago Institutions Rankings (SIR) 2024.Está en la posición 22 según el ranking de Webometrics 2024. Está en la posición 8-9 a nivel nacional en el QS Rankings 2024.Está en la posición 3-5 a nivel nacional en el ranking Times Higher Education 2024.El Ranking del THE 2018, posiciona a la UDP como primera en Chile junto a la Pontificia Universidad Católica de Chile y la Federico Santa María. Asimismo, entre las universidades con menos de 50 años, la UDP es la primera en América Latina.

## Historia
Fundada en 1982 como continuación de la labor que el Instituto Profesional IPEVE desarrollaba desde 1963, inició sus actividades académicas al año siguiente con tres facultades: Derecho, Ciencias y Ciencias Humanas. En 1989 creó otras dos: Comunicación e Información y Ciencias de la Ingeniería.

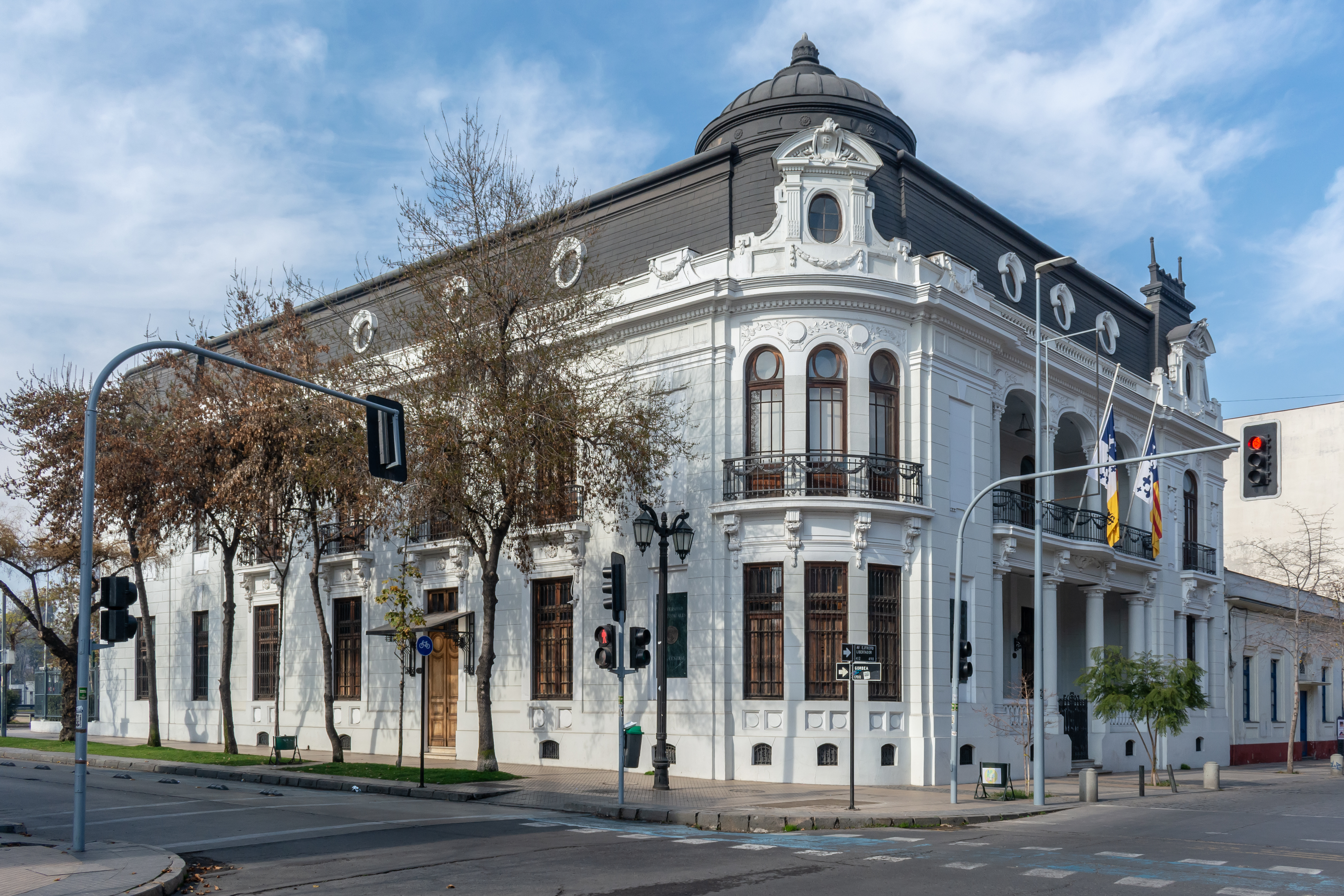
Palacio Piwonka, hoy Casa Central de la UDP.

Obtuvo la plena autonomía otorgada por el Estado en 1993, lo que significó completa libertad para presentar la oferta académica que estimara pertinente y "otorgar toda clase de títulos y grados académicos en forma independiente". Al año siguiente, nació el Programa Académico de Bachillerato y en 1995 comenzaron a funcionar las carreras de Publicidad y Diseño.
En 1999 se crea la Facultad de Arquitectura, Diseño y Bellas Artes, integrada por las Escuelas de Arquitectura y Diseño; así como la Facultad de Humanidades, con los programas de Bachillerato y Formación Integral como parte de esta.
Su mayor crecimiento lo tuvo en 2002, cuando aumenta en casi un 70 % la cantidad de carreras dictadas con la creación de 17 nuevas: Comunicación Multimedial; Medicina, Odontología, Tecnología Médica, Enfermería (las cuales pasaron a formar la nueva Facultad de Ciencias de la Salud); Sociología, Ciencia Política, Historia (Facultad de Ciencias Sociales e Historia); Literatura (en la Facultad de Comunicación y Letras); Educación Básica, Educación Parvularia (integrándose, junto a Psicología, a la Facultad de Ciencias Humanas y Educación); Ingeniería Civil en Obras Civiles, Ingeniería Civil Informática y Telecomunicaciones, Ingeniería en Estadística, Ingeniería en Construcción e Ingeniería de Ejecución en Telecomunicaciones (Facultad de Ingeniería).
Los cargos de presidente de la Fundación Diego Portales y rector de la universidad, que hasta ese momento estaban reunidos en uno solo, se separaron en junio de 2004: Manuel Montt Balmaceda asumió el primero, y Francisco Javier Cuadra el segundo, quien permaneció hasta el 14 de noviembre del año siguiente, cuando renunció después del revuelo ocasionado por sus declaraciones como ex-vocero de la dictadura de Augusto Pinochet. Montt pasó entonces a ocupar su puesto, mientras que el 2 de enero de 2006 Roberto de Andraca fue nombrado presidente del Consejo de la Fundación. Desde el 1 de marzo de 2007 el rector es Carlos Peña González.

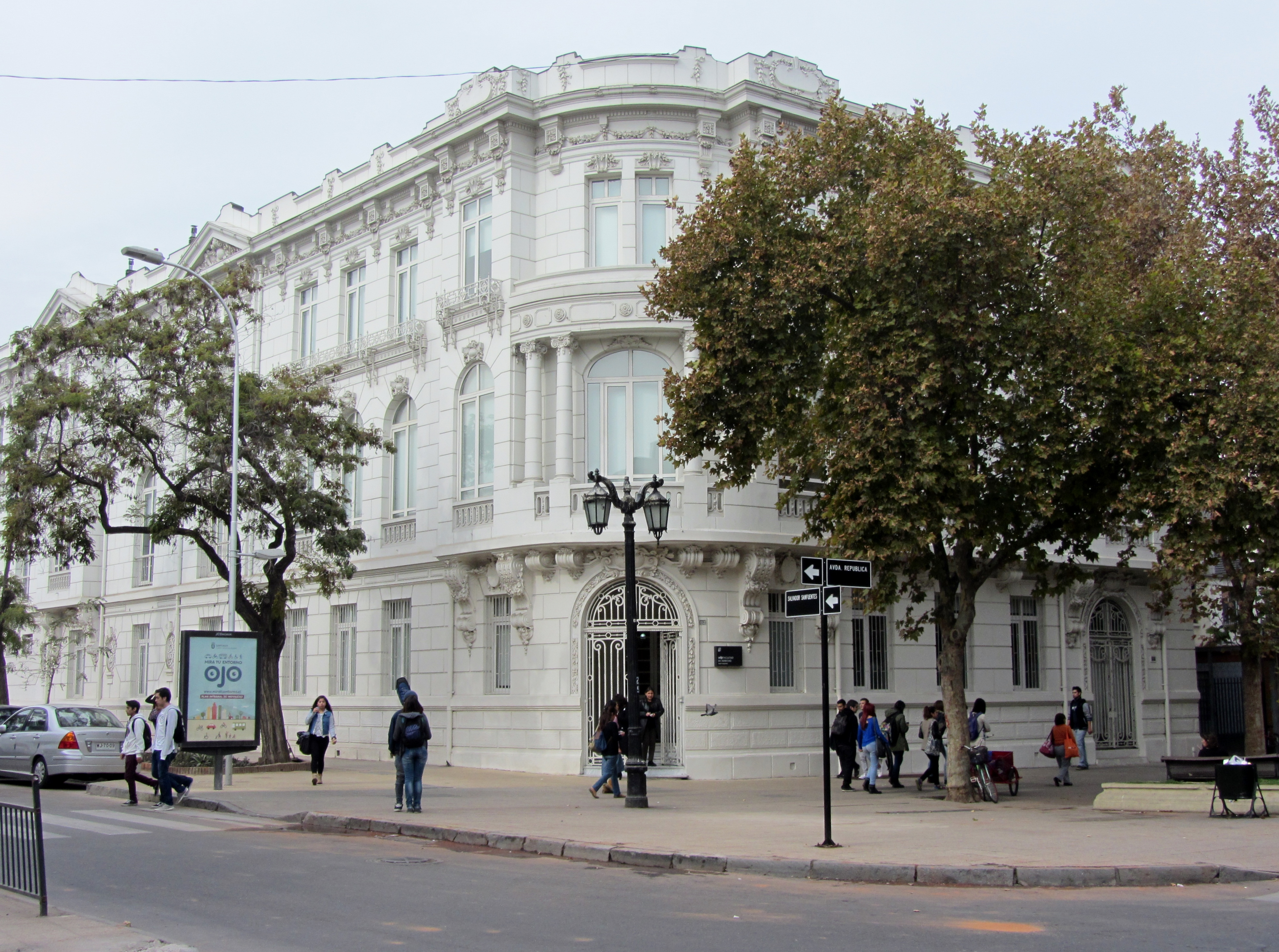
Casa Lucía Subercaseaux.

En marzo de 2013 la universidad inauguró el Campus Empresarial, nuevo edificio de la Facultad de Economía y Empresa, que se encuentra en Ciudad Empresarial, comuna de Huechuraba.
En 2018, los rectores de la Universidad Diego Portales y de la Universidad Alberto Hurtado fueron aceptados como miembros titulares del Consejo de Rectores de las Universidades Chilenas (CRUCh), siendo los primeros privados no tradicionales en hacerlo. Esto ocurrió luego de la promulgación de la ley 21091, que eliminó el veto de ingreso a las universidades privadas fundadas tras 1981, estableciendo un conjunto de requisitos de ingreso en su artículo 6.

## Autoridades
- Rector: Carlos Peña González
- Vicerrector Académico: Cristóbal Marín Correa
- Secretario General: Ximena Palma Corrales
- Presidente del Consejo Directivo Superior: Juan Pablo Illanes
- Vicepresidente del Consejo Directivo Superior: Jorge Desormeaux

### Rectores
| Rector                     | Período         |
| -------------------------- | --------------- |
| Manuel Montt Balmaceda     | 1982-2004       |
| Francisco Javier Cuadra    | 2004-2005       |
| Manuel Montt Balmaceda (i) | 2005-2007       |
| Carlos Peña González       | 2007-actualidad |

## Organización
La Diego Portales se organiza en torno a ocho facultades académicas, una escuela y un instituto. Pluralista, fue la primera universidad creada luego de la Ley Orgánica Constitucional de 1980 que aseguró la existencia de representación estudiantil, organizada en torno a la Federación de Estudiantes de la UDP (FEDEP) y centros de alumnos en cada una de sus escuelas.

## Infraestructura
La Diego Portales publica informes anuales de transparencia sobre diversas áreas, incluida su infraestructura.
- Metros cuadrados construidos: 136.055
- Metros cuadrados de terreno: 85.135
- Metros cuadrados en Laboratorios: 5.738
- N.º de laboratorios: 99
- N.º de bibliotecas: 5
- Metros cuadrados de biblioteca: 6.399
- Metros cuadrados en salas de computación: 424
- Sala de Clases: 252. En 2020 se habilitaron 31 salas híbridas.
- Salas de estudio: 60
- Campos Clínicos para Facultad de Medicina: 33

La universidad ha llevado a cabo grandes procesos de infraestructura, como el que supone la creación de la Biblioteca Nicanor Parra, un moderno edificio de 15.000 metros cuadrados con una colección de más de 150.000 ejemplares. Este edificio posee tecnología de punta en cuanto a la eficiencia energética, por el gran ahorro de electricidad, agua y calefacción. Además de contar con una cafetería, casino, anfiteatros, auditorios, entre otras instalaciones.
En marzo del año 2013 se inauguró la nueva facultad de Economía y Empresa, en un moderno campus en el centro económico y financiero de Santiago, llamado Ciudad Empresarial. Estas nuevas instalaciones albergan a la carrera de Ingeniería Comercial e Ingeniería en Control de Gestión; además de los postgrados que ofrece dicha facultad. Cuenta con dos edificios que suman más de 15.000 metros cuadrados que cuentan con tecnología de punta para el ahorro energético y desarrollo sustentable.

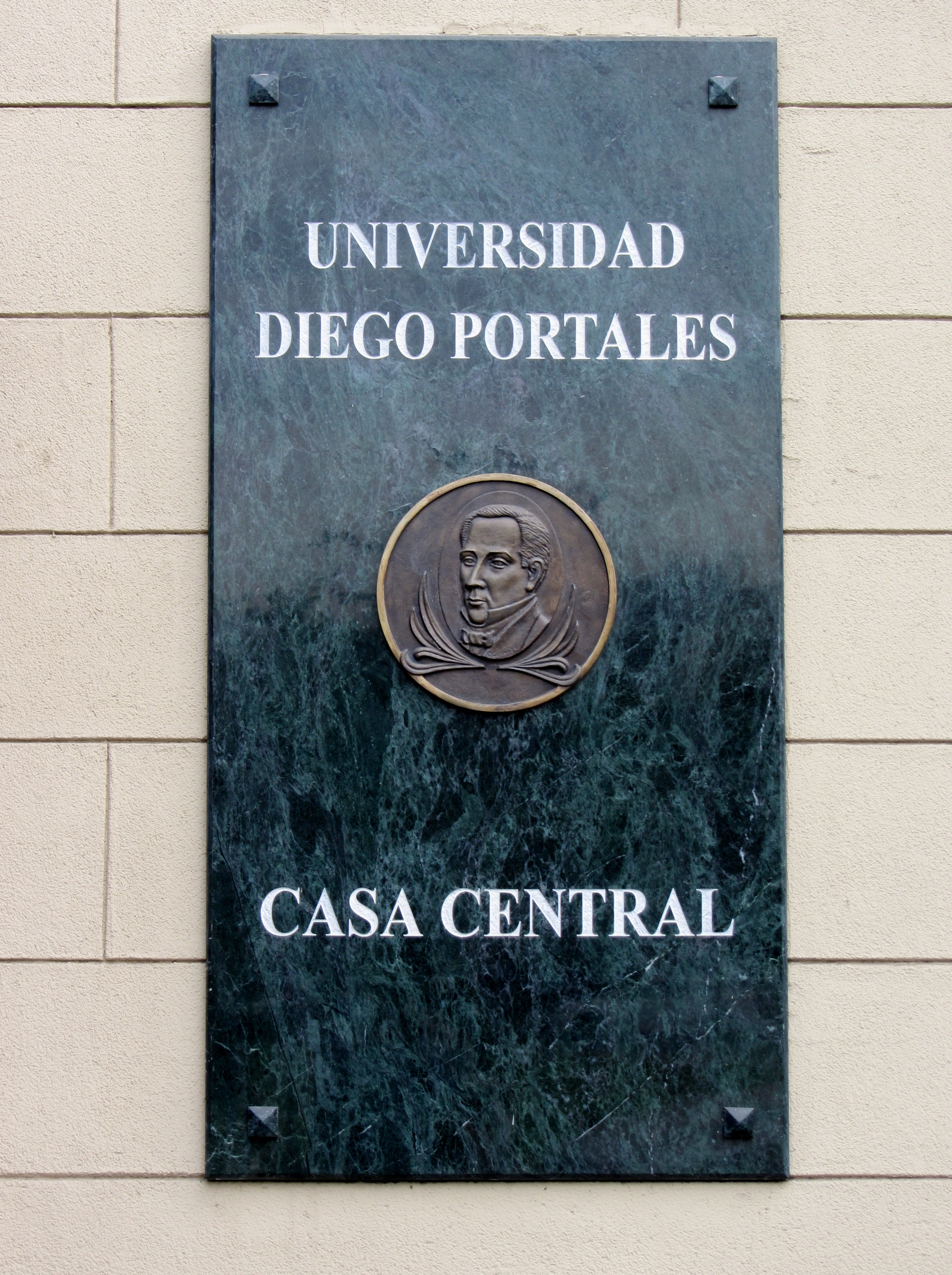
Placa en la Casa Central.

La UDP ha recuperado varias mansiones patrimoniales del barrio República. Así, su Casa Central funciona en el Palacio Piwonka, que debe su nombre al empresario Ricardo Piwonka Richter, quien contrató a los arquitectos Alberto Sieguel Gerken y Manuel Cifuentes Gómez para hacer el proyecto de esta residencia histórica que data de la Belle Époque, construida en 1918; queda en Ejército con Gorbea, frente a la iglesia de San Lázaro. 
En la calle Grajales número 1898 se encuentra una hermosa casona edificada en 1913, que antes era sede de la Universidad Bolivariana y hoy alberga 28 oficinas del decanato y posgrado de la Facultad de Psicología de la Diego Portales. Después de las reparaciones hechas por UPD, el inmueble, de 895 metros cuadrados, recuperó parte de sus materiales originales; se restauró el 50 por ciento del parqué y el resto fue comprado en demoliciones; la escalera que recorre los tres pisos y la cúpula que caracteriza a la casona fueron recuperadas también, particularmente la altura y forma curva de esta última.
Un proceso similar vivió la casona de la esquina suroriente de la avenida República 112 con Salvador Sanfuentes, construida en 1918 por Lucía Subercaseaux, viuda del millonario político Claudio Vicuña; de 1.966 metros cuadrados, diseñada por Alberto Cruz Montt —el mismo autor del Club de la Unión, el Palacio Ariztía y el Banco Central— también está edificada bajo la técnica de quincha. Como en la mansión de Grajales —ambas están protegidas por el Plano Regulador de Santiago como Inmuebles de Conservación Histórica—, "se retiraron tabiquerías, cielos falsos, cerámicas y cables. Se escarbó en los muros y se encontraron tonos claros, que explican el blanco usado en las fachadas. A su vez, se mantuvieron las lámparas originales de los hall centrales y las chimeneas del primer y segundo piso". Esta casona de 41 ventanas fue en algún momento sede del Arzobispado, de Cáritas Chile, de una oficina comercial y luego del Instituto Profesional Valle Central. Pertenece ahora a la Facultad de Derecho de la UDP.

### Bibliotecas
La Universidad Diego Portales cuenta con 4 bibliotecas; Nicanor Parra, Facultad de Derecho, Facultad de Economía y Empresa y Facultad de Arquitectura, Arte y Diseño.
La biblioteca Nicanor Parra alberga la mayoría de los volúmenes y reúne títulos para todas las facultades. Destaca por ser una de las más grandes del sistema universitario chileno; siendo un edificio de casi 15.000 metros cuadrados distribuidos en 10 pisos. Cuenta con auditorios, librería, cafeterías, casi 600 estaciones de trabajo, salas audiovisuales y 5 pisos exclusivos de biblioteca.
- N.º de bibliotecas: 4 (Biblioteca Nicanor Parra, Biblioteca de Derecho, Biblioteca de Economía y Empresa, y Biblioteca de Arquitectura, Arte y Diseño)
- N.º de volúmenes en biblioteca: 130.394
- N.º de títulos en biblioteca: 61.045[13]

## Facultades
- Facultad de Arquitectura, Arte y Diseño
- Facultad de Ciencias Sociales e Historia
- Facultad de Comunicación y Letras
- Facultad de Derecho
- Facultad de Economía y Empresa
- Facultad de Educación
- Facultad de Ingeniería y Ciencias
- Facultad de Medicina
- Facultad de Psicología
- Facultad de Salud y Odontología
- Instituto de Filosofía

## Ubicación
La universidad se ubica en Santiago, en el sector conocido como Santiago Centro, capital de Chile, específicamente en el Barrio Universitario de Santiago, siendo flanqueado por tres estaciones del Metro de Santiago: Los Héroes, República y Toesca.
La Facultad de Economía y Empresa es la única que no se encuentra en el centro de Santiago: a principios de 2013 se trasladó a un nuevo Campus en Ciudad Empresarial, en la comuna de Huechuraba.

### Carreras (lista parcial)
- Administración de Empresas
- Arquitectura
- Ciencia Política
- Contador Auditor-Contador Público (diurno y vespertino)
- Derecho
- Diseño
- Enfermería
- Historia
- Ingeniería Civil en Informática y Telecomunicaciones
- Ingeniería Civil en Obras Civiles
- Ingeniería Civil Industrial
- Ingeniería Comercial
- Ingeniería en Control de Gestión
- Literatura Creativa
- Medicina
- Odontología
- Obstetricia y Neonatologia
- Pedagogía en Educación Diferencial
- Pedagogía en Educación General Básica
- Pedagogía en Educación Parvularia
- Pedagogía en inglés
- Pedagogía Media en Lengua Castellana y Comunicación
- Pedagogía Media en Historia y Ciencias Sociales
- Periodismo
- Psicología
- Publicidad
- Sociología
- Tecnología Médica

## Alumnos UDP
- Número total de alumnos de pregrado: 14 232 (2015)
- Egresados y titulados: 28 311 (a junio de 2011), 22 515 egresados de pregrado y 5796 egresados de algún programa de postgrado.[13]

## Relaciones internacionales
La UDP tiene convenios con 120 universidades, de países como Alemania, Argentina, Australia, Bélgica, Bolivia, Brasil, Canadá, Colombia, Costa Rica, Ecuador, Egipto, El Salvador, España, Estados Unidos, Finlandia, Francia, Honduras, Italia, México, Nicaragua, Panamá, Paraguay, Perú, Polonia, Puerto Rico, Rumania, Rusia y Venezuela.
- Alumnos UDP de intercambio: en el período 2006-2010 suman cerca de 220 estudiantes, trasladándose, principalmente, a  las universidades:  Universidad de Miami, Salamanca, Alicante, Sciences Po, Universidad de Griffith, FAAP de Brasil, Politécnica de Cataluña, París I Sorbone, Pompeu Fabra, entre otras.

- Alumnos extranjeros en la UDP: en el período 2006-2010 son más de 800 los alumnos extranjeros que han realizado su intercambio en la UDP. A ellos se suman los estudiantes extranjeros que forman parte de los programas especiales: IFSA Butler (ex COPA), American University (Derecho y Relaciones Internacionales), College of Charleston y IES (Facultad de Medicina).[13]

## Federación de Estudiantes

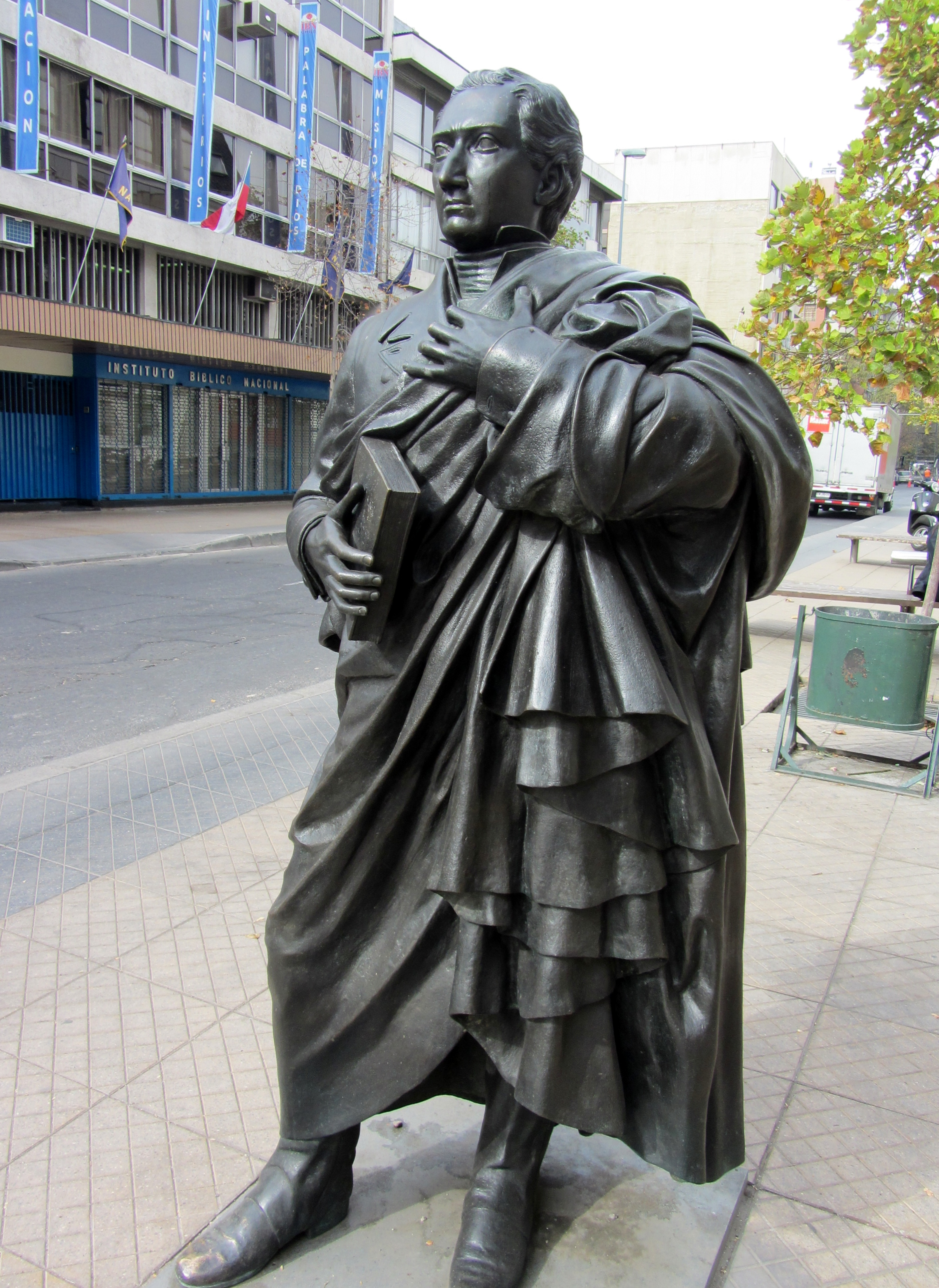
Estatua de Portales encargada por la UDP a Juan Sebastián Solar.

La Federación de Estudiantes de la Universidad Diego Portales (FEDEP) es la máxima organización estudiantil de la UDP, agrupando en su seno a todos los estudiantes matriculados en las carreras de la Universidad Diego Portales.
Fue fundada en el año 1986, constituyéndose en la primera Federación de Estudiantes de las Universidades Privadas de Chile, creadas a partir de Ley Orgánica Constitucional de Enseñanza de 1982. Ha fundado y presidido diversas organizaciones como la Confederación de Estudiantes de Educación Superior Privada (CONFESUP) y la Agrupación de Estudiantes de Educación Superior Privada (AESUP), además de fomentar y contribuir a la organización de las organizaciones estudiantiles de diversas universidades privadas, como las de las universidades Mayor, Nacional Andrés Bello y de las Américas.
Cuenta entre sus exdirigentes a destacados políticos y profesionales como el senador Patricio Walker (DC) —quien recibió un homenaje por parte de la Directiva Fedep en 2009 por ser el primer alumno de la Universidad Diego Portales en ser elegido al Senado—; los diputados Gonzalo Uriarte (UDI), y Marcelo Forni (UDI); el exministro de Desarrollo Social Bruno Baranda (RN) y el exsubsecretario del Interior, Patricio Rosende.
La Federación de Estudiantes ha tenido un papel protagónico en el desarrollo de la Universidad Diego Portales, debido al reconocimiento institucional que esta le ha otorgado al incorporar a los dirigentes estudiantiles en los diversos órganos de gobierno, como el Consejo Académico y los Consejos de Facultad y Escuela.
En 2021, la Federación de Estudiantes asumió la vocería de la CONFECh para el Zonal Metropolitano de universidades privadas, responsabilidad que mantuvo en 2023 y 2024.[cita requerida]

### Organización
Sus estatutos propios, cuyo ejemplar más antiguo data de 1998, fue elaborado teniendo a la vista los que regían a la Federación de Estudiantes de la Universidad de Chile, de cuya adaptación rescata, para su estructura, una Mesa Directiva, un Consejo de Representantes por Facultad electo en proporción a los estudiantes que las integran —que fue suprimido el año 2000—, un Consejo que reúne a los presidentes de Centros de Estudiantes y cuerpos de representación que se reúnen en el Pleno de Federación que se dibuja como la instancia extraordinaria de mayor importancia.
Además de los citados, de acuerdo con la reforma estatutaria de 2001 son también órganos de la Fedep el Pleno y el Tribunal Calificador de Elecciones.

#### Directiva 2025
La directiva al año 2025 es la siguiente:
- Presidencia: Bastián Becker Urzúa (Ingeniería Civil Industrial)
- Vicepresidencia: Sofía Ávila López (Enfermería)
- Secretaría General: Javier Aravena González (Ingeniería Comercial)
- Secretaría de Finanzas: Paulina Pérez d'Alençon (Contador Público y Auditor)
- Secretaría de Comunicaciones: Martina Ramírez Allende (Ingeniería Comercial)

### Presidentes históricos
| Periodo     | Presidente                | Carrera                     | Alianza política                                             |
| ----------- | ------------------------- | --------------------------- | ------------------------------------------------------------ |
| 2025        | Bastián Becker (Ind.)     | Ingeniería Civil Industrial | Independientes                                               |
| 2024        | Escarlet Rojas            | Obstetricia y Neonatología  | Independiente - JJ.CC. - Juventud Socialista - Frente Amplio |
| 2023        | Patricio Toro             | Enfermería                  | Independiente                                                |
| 2023        | Antonia Acevedo           | Psicología                  | Independiente                                                |
| 2022        | Vanessa Marín             | Periodismo                  | --                                                           |
| 2021        | Laura Pezoa Cannobbio     | Kinesiología                | JJ.CC.                                                       |
| 2020        | --                        | --                          | --                                                           |
| 2019        | Valeria Bahamondes        | Ciencia Política            | --                                                           |
| 2018        | Rodrigo Rivera Concha     | Ciencia Política            | Movimiento Autonomista                                       |
| 2017        | Natalia Silva             | Ciencia Política            | JJ.CC.                                                       |
| 2016        | Carolina Figueroa         | Historia                    | Izquierda Autónoma                                           |
| 2016        | Cristián Acuña            | Diseño Gráfico              | UNE                                                          |
| 2015        | Nicolás Fernández         | Psicología                  | Izquierda Libertaria                                         |
| 2014 - 2015 | Pablo Pérez               | Ingeniería Comercial        | Renovación Nacional                                          |
| 2014        | Javiera Jadue             | Ingeniería Comercial        | Renovación Nacional                                          |
| 2013        | Nicolás Dippel            | Ingeniería Civil Industrial | Ind. UDI (CREA)                                              |
| 2011 - 2012 | Fernanda Sandoval         | Derecho                     | JJ.CC.                                                       |
| 2010 - 2011 | Patricio Indo             | Medicina                    | JJ.CC.                                                       |
| 2010        | Andrés Dalla Bona         | Ingeniería Comercial        | Opción Portaleana                                            |
| 2008 - 2009 | Daniela Echeverría        | Derecho                     | Opción Portaleana                                            |
| 2007 - 2008 | Cristián Valdés           | Ingeniería Civil            | UDI (CREA)                                                   |
| 2007        | Álvaro Castañón           | Derecho                     | DCU                                                          |
| 2007        | Ramón Avendaño            | Ingeniería Comercial        | JPPD                                                         |
| 2006 - 2007 | Ignacio Imas              | Ciencia Política            | DCU                                                          |
| 2006        | Víctor Carvajal           | Derecho                     | GUR                                                          |
| 2005 - 2006 | Sebastián Llantén Morales | Derecho                     | PDC                                                          |
| 2004 - 2005 | Carolina Garrido          | Ciencia Política            | JPPD                                                         |
| 2003 - 2004 | Camila de la Maza         | Derecho                     | GUR                                                          |
| 2002 - 2003 | Nicolás Pavez             | Derecho                     | PDC                                                          |
| 2001 - 2002 | Felipe Jadue              | Periodismo                  | Independiente                                                |
| 2000 - 2001 | Francisco Arrizaga        | --                          | --                                                           |
| 1999 - 2000 | Marko Magdic              | Derecho                     | --                                                           |
| 1998 - 1999 | Francisco Arrizaga        | --                          | --                                                           |
| 1997 - 1998 | Francisca León            | Psicología                  | --                                                           |
| 1996 - 1997 | Augusto Maureira          | --                          | Centro Izquierda                                             |
| 1995 - 1996 | --                        | --                          | --                                                           |
| 1994 - 1995 | Patricio Walker           | Derecho                     | PDC                                                          |
| 1987 - 1994 | --                        | --                          | --                                                           |
| 1986 - 1987 | Gonzalo Uriarte           | Derecho                     | UDI                                                          |

## Doctoreshonoris causa
- Mario Vargas Llosa, abril de 2016.
- Mo Yan, agosto de 2019.

## Profesores Eméritos
- Dr. Eduardo Sabrovsky Jauneau, junio de 2022.
- Dr. Fernando Zegers, mayo de 2017.
- Dr. Otto Dörr Zegers, agosto de 2016.
- Raúl Zurita, julio de 2015.
- Dr. Fernando Monckeberg Barros, agosto de 2014.
- Carla Cordua, julio de 2012.
- Roberto Torretti, julio de 2012.
- Jamil Salmi, diciembre de 2012.
- Nicanor Parra, septiembre de 2003.
- Cecilia Medina Quiroga, noviembre de 2018.